# Precrash-systeem
Een precrash-systeem is een geautomatiseerd computersysteem in een auto speciaal ontwikkeld om de impact van een verkeersongeval te verminderen dan wel te voorkomen. Het staat ook bekend onder de namen forward collision warning systems en collision mitigation by braking. De laatstse wordt ook wel Autonomous Emergency Braking System of AEB(S) genoemd. Afhankelijk van het soort systeem kan het een gebruiker waarschuwen, remmen klaarzetten of inschakelen, en stoelen aanpassen qua positie of sterkte om veelal te voorkomen dat er een kop-staartbotsing ontstaat met mogelijke gevolgen zoals whiplash. 
In 2011 is aan de Europese Commissie de vraag gesteld of zij voornemens is om gebruik van dergelijke technieken EU-breed te stimuleren. Hier is als antwoord op gegeven dat een verplichte montage van geavanceerde noodremsystemen in bedrijfsvoertuigen in aantocht is, een verplichting die op 1 november 2013 voor nieuwe voertuigtypen en op 1 november 2015 voor alle nieuwe voertuigen van kracht wordt. Dit zou, in lijn met de effectbeoordeling, in de EU elk jaar ongeveer 5.000 mensenlevens kunnen redden en het aantal zwaargewonden met circa 50.000 kunnen verminderen.

## Auto's
Anno 2011 zijn precrash-systemen leverbaar op onder andere de volgende auto's:
- Acura RL, Acura MDX, Acura ZDX ("Collision Mitigation Braking System")
- Alfa Romeo Giulia (Forward Collision Warning, AEB, IBS, LDW en voetgangersdetectie)
- Audi A8, A7 ("Pre-Sense")
- Ford Focus ("Active city stop",[4] "Forward Alert"[5])
- Honda FCX Clarity, Legend, Honda CR-V, Honda Accord ("Collision Mitigation Braking System"[6])
- Infiniti QX56, M, G
- Lexus LS, IS, ES, GS, RX, LX
- Lincoln MKT, MKS ("Collision Warning with Brake Support")
- Mazda CX-5 with Smart City Brake Support
- Mercedes-Benz S-Klasse, M-Klasse en E-Klasse ("Pre-Safe with Brake Support"[7])
- Toyota Harrier, Toyota Prius, Toyota Avensis, Toyota Crown
- Volkswagen up! City Emergency Braking[8], Touareg Front Assist
- Volvo S80, S60, V70, V60, V40, XC70 en XC60 (City Safety[9] en Collision Warning met Full Auto Brake en Pedestrian Detection)